# جعفرآباد (مقاطعة ديواندرة)
جعفرآباد (بالفارسية: جعفرآباد) هي قرية تقع في قسم قراتورة الريفي (مقاطعة ديواندرة) في إيران. يقدر عدد سكانها بـ 445 نسمة .